# Championnats d'Europe de slalom (canoë-kayak) 2007
Navigation
2006 2008
Les championnats d'Europe de slalom de canoë-kayak se déroulent à Liptovský Mikuláš (Slovaquie) du 14 au 14 juin 2007.

## Résultats

### Hommes

#### Canoë
| Event                       | Or                                                                                        | Résultat | Argent                                                                                        | Résultat | Bronze | Résultat |
| Canoë monoplace par équipes | Slovaquie Michal Martikan Juraj Mincik Matej Benus                                        | 209.48   | Allemagne Stefan Pfannmoller Nico Bettge Jan Benzien                                          | 215.57   | France Tony Estanguet Pierre Labarelle Nicolas Peschier                                                   | 220.25   |
| Canoë biplace par équipes   | Allemagne felix Michel Sebastian Piersig Kay Simon Robby Simon David Schröder Frank Henze | 243.67   | Tchéquie Jaroslav Volf Ondrej Stepanek Marek Jiras Tomáš Máder Jaroslav Propisil David Mruzek | 247.10   | Pologne Pawel Sarna (céiste) Marcin Pochwala Dariusz Wrzosek Jaroslaw Miczek Kamil Gondek Andrzej Poparda | 252.31   |
| Canoë monoplace             | Slovaquie Michal Martikan                                                                 | 211.87   | France Pierre Labarelle                                                                       | 215.21   | Grèce Christos Tsakmakis                                                                                  | 216.08   |
| Canoë biplace               | Slovaquie Peter Skantar Ladislav Skantar                                                  | 221.48   | Tchéquie Jaroslav Volf Ondrej Stepanek                                                        | 221.83   | Slovaquie Pavol Hochschorner Peter Hochschorner                                                           | 224.21   |

#### Kayak
| Event             | Or                                            | Résultat | Argent                                                    | Résultat | Bronze                                                  | Résultat |
| Kayak par équipes | Slovénie Peter Kauzer Dejan Kralj Jure Meglic | 205.76   | Allemagne Erik Pfannmoller Alexander Grimm Fabian Dorfler | 208.63   | Royaume-Uni Campbell Walsh Richard Hounslow Huw Swetnam | 211.91   |
| Kayak monoplace   | Slovaquie Jan Sajbidor                        | 202.77   | Slovénie Peter Kauzer                                     | 203.06   | Royaume-Uni Campbell Walsh                              | 205.81   |

### Dames

#### Kayak
| Event             | Or                                                          | Résultat | Argent                                                    | Résultat | Bronze                                                  | Résultat |
| Kayak par équipes | Allemagne Jennifer Bongardt Mandy Planert Jasmin Schornberg | 235.70   | Slovaquie Elena Kaliska Jana Dukatova Gabriela Stacherova | 241.02   | Royaume-Uni Fiona Pennie Laura Blakeman Elizabeth Neave | 248.39   |
| Kayak monoplace   | Autriche Violetta Oblinger-Peters                           | 229.02   | Allemagne Mandy Planert                                   | 230.44   | Tchéquie Stepanka Hilgertova                            | 231.99   |

## Tableau des médailles
| Rang  | Nation             | Or | Argent | Bronze | Total |
| ----- | ------------------ | -- | ------ | ------ | ----- |
| 1     | Slovaquie          | 4  | 1      | 1      | 6     |
| 2     | Allemagne          | 2  | 3      | 0      | 5     |
| 3     | Slovénie           | 1  | 1      | 0      | 2     |
| 4     | Autriche           | 1  | 0      | 0      | 1     |
| 5     | République tchèque | 0  | 2      | 1      | 3     |
| 6     | France             | 0  | 1      | 1      | 2     |
| 7     | Royaume-Uni        | 0  | 0      | 3      | 3     |
| 8     | Pologne            | 0  | 0      | 1      | 1     |
|       | Grèce              | 0  | 0      | 1      | 1     |
| Total | Total              | 8  | 8      | 8      | 24    |